# Landkreis Ludwigslust
Der Landkreis Ludwigslust war ein Landkreis, der im Zuge der Kreisgebietsreform 2011 mit dem Landkreis Parchim zum neuen Landkreis Ludwigslust-Parchim zusammengelegt wurde.

## Geografie
Der Landkreis Ludwigslust war von 1994 bis 2011 nach Fläche und Einwohnerzahl größter Landkreis des Landes Mecklenburg-Vorpommern und lag in dessen Südwesten. Nachbarkreise waren im Norden der Landkreis Nordwestmecklenburg sowie die kreisfreie und Landeshauptstadt Schwerin, im Osten der Landkreis Parchim, im Südosten der brandenburgische Landkreis Prignitz, im Süden der niedersächsische Landkreis Lüchow-Dannenberg, im Südwesten der ebenfalls niedersächsische Landkreis Lüneburg und im Westen der schleswig-holsteinische Kreis Herzogtum Lauenburg. Von 1939 bis 1952 existierte bereits ein Landkreis gleichen Namens mit einer etwas anderen flächenmäßigen Ausdehnung.
Das Gebiet des ehemaligen Kreises erreicht bei Boizenburg und Dömitz die Elbe und grenzt im Norden an Schwerin. Der Landkreis war ein typischer Sektoralkreis.

## Geschichte

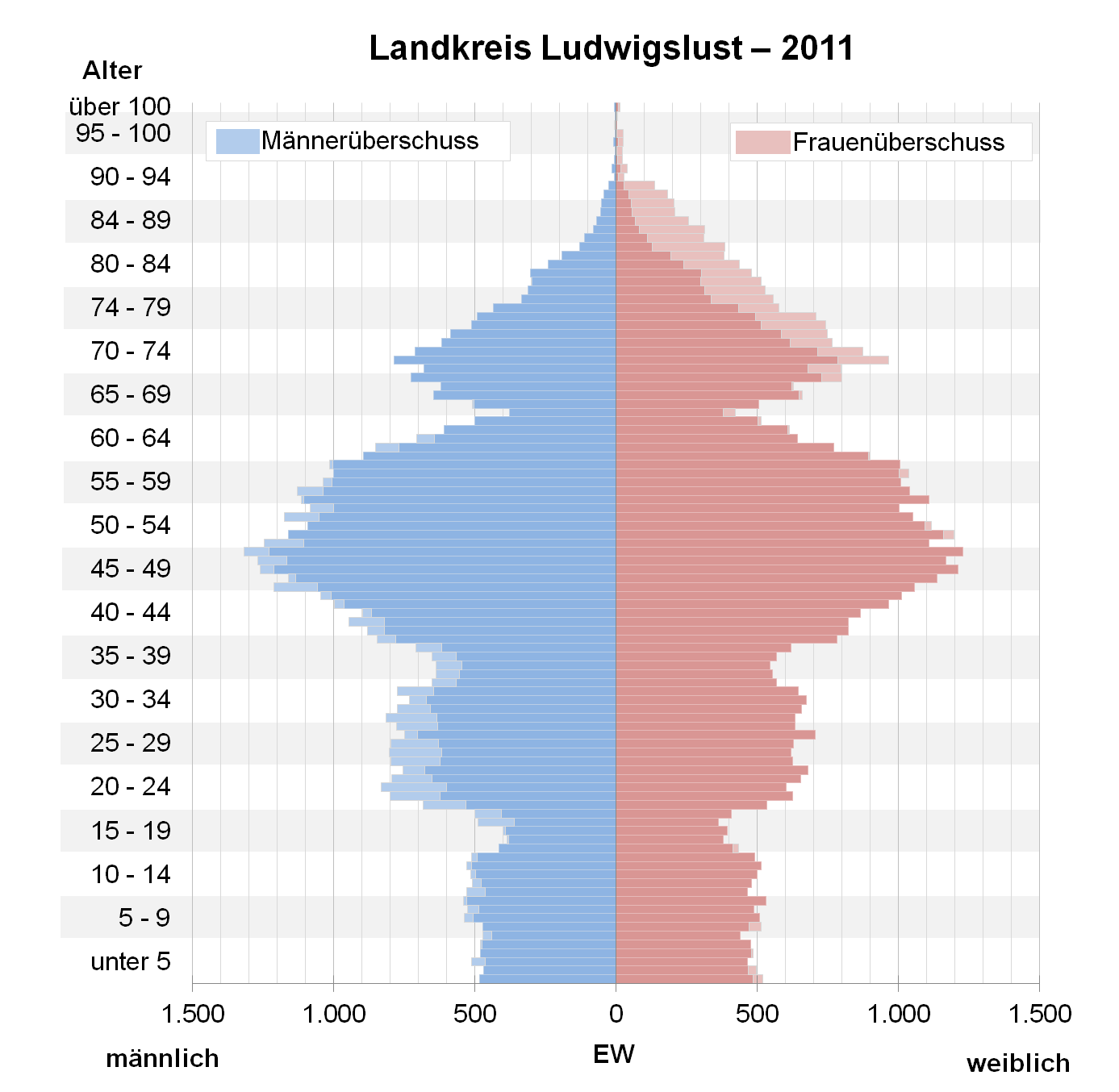
Bevölkerungspyramide für den Kreis Ludwigslust (Datenquelle: Zensus 2011)

1925 wurde in Mecklenburg-Schwerin aus den alten Ämtern Grabow und Ludwigslust das Amt Ludwigslust gebildet. 1933 wurde aus dem Amt Ludwigslust der Kreis Ludwigslust . Nachdem Mecklenburg-Schwerin mit Mecklenburg-Strelitz 1934 zu einem Land Mecklenburg vereinigt worden war, wurde 1939 die Bezeichnung des Kreises in Landkreis Ludwigslust geändert. Zum Landkreis gehörten 1939 99 Gemeinden mit 51.263 Einwohnern.
Nach dem Zweiten Weltkrieg gehörte der Landkreis zum Land Mecklenburg-Vorpommern in der Sowjetischen Besatzungszone. Der Name des Landes wurde 1947 in Mecklenburg geändert. Seit 1949 gehörte es zur DDR. Bei der Gebietsreform von 1952 wurde das Land Mecklenburg aufgelöst und der Landkreis Ludwigslust auf die neuen Kreise Ludwigslust und Parchim aufgeteilt, die beide dem Bezirk Schwerin zugeordnet wurden.
Der bis 2011 bestehende Landkreis Ludwigslust erhielt seine Gestalt 1994, als der Kreis Hagenow sowie die Ämter Rastow und Stralendorf des Kreises Schwerin-Land mit dem Kreis Ludwigslust vereinigt wurden.
Am 25. Mai 2009 erhielt der Landkreis den von der Bundesregierung verliehenen Titel „Ort der Vielfalt“.
Politischen Planungen nach sollte der Landkreis Ludwigslust in einem neu zu gründenden „Landkreis Westmecklenburg“ mit der Kreisstadt Schwerin, dem Landkreis Parchim und dem Landkreis Nordwestmecklenburg aufgehen. Nach dem Urteil des Landesverfassungsgerichtes vom 26. Juli 2007 konnte das erste Reformgesetz als mit der Verfassung des Landes unvereinbar nicht umgesetzt werden.
Im Zuge einer Kreisgebietsreform im Jahr 2011 ist der Landkreis Ludwigslust Teil des neuen Landkreises Ludwigslust-Parchim mit dem Kreissitz Parchim geworden.

## Politik

### Kreistag
Der Kreistag des Landkreises Ludwigslust bestand aus 53 Abgeordneten. Nach der letzten Kreistagswahl vom 7. Juni 2009 setzt er sich wie folgt zusammen:
| Partei                                    | Sitze |  |
| ----------------------------------------- | ----- |  |
| CDU                                       | 17    |  |
| SPD                                       | 14    |  |
| LINKE                                     | 9     |  |
| FDP                                       | 5     |  |
| Bündnis Bauern und Ländlicher Raum (BBLR) | 3     |  |
| GRÜNE                                     | 2     |  |
| NPD                                       | 2     |  |
| Bürger für Ludwigslust (BfL)              | 1     |  |

Der Landkreis (Wahlkreisnummer 54) bestand aus 200 Wahlbezirken mit 106.524 Wahlberechtigten. Zur Wahl gingen 54.803 Bürger, die 4778 ungültige und 156.002 gültige Stimmen abgaben. Dies entspricht einer Wahlbeteiligung von 51,4 % (alle Daten aus 2009).
Näheres zum Wahlverfahren und zu rechtlichen Bestimmungen: Kreistag (Mecklenburg-Vorpommern)

### Wappen
Das Wappen wurde am 20. Februar 1997 durch das Innenministerium genehmigt und unter der Nr. 121 der Wappenrolle von Mecklenburg-Vorpommern registriert.
Blasonierung: „Geteilt durch einen Wellenschnitt von Rot und Silber; oben ein schreitendes goldenes Pferd; unten drei fächerförmig zusammengewachsene grüne Eichenblätter.“
Das Wappen wurde von dem Glaisiner Manfred Sturzenbecher gestaltet.

### Flagge
Die Flagge des Landkreises Ludwigslust ist gleichmäßig längsgestreift von Gold (Gelb) und Grün. In der Mitte des Flaggentuchs liegt – auf jeweils fünf Neuntel der Höhe des goldenen (gelben) und des grünen Streifens übergreifend – das Wappen des Landkreises. Die Länge des Flaggentuchs verhält sich zur Höhe wie 5:3.

## Städte und Gemeinden
Am 3. September 2011 existieren die nachfolgend aufgeführten Städte und Gemeinden im Kreisgebiet (Einwohnerzahlen vom 31. Dezember 2010).
Amtsfreie Gemeinden
1. Boizenburg/Elbe, Stadt * (10.691)
2. Hagenow, Stadt * (11.745)
3. Lübtheen, Stadt (4542)
4. Ludwigslust, Stadt * (12.319)

Ämter mit amtsangehörigen Städten und Gemeinden
Sitz der Amtsverwaltung *
| - 1. Amt Boizenburg-Land (7290) [Sitz: Boizenburg/Elbe] 1. Bengerstorf (609) 2. Besitz (460) 3. Brahlstorf (716) 4. Dersenow (456) 5. Gresse (639) 6. Greven (824) 7. Neu Gülze (795) 8. Nostorf (730) 9. Schwanheide (730) 10. Teldau (919) 11. Tessin b. Boizenburg (412) - 2. Amt Dömitz-Malliß (9290) 1. Dömitz, Stadt * (3177) 2. Grebs-Niendorf (674) 3. Karenz (288) 4. Malk Göhren (482) 5. Malliß (1307) 6. Neu Kaliß (1965) 7. Vielank (1397) - 3. Amt Grabow (11.770) 1. Balow (336) 2. Brunow (351) 3. Dambeck (280) 4. Eldena (1256) 5. Gorlosen (515) 6. Grabow, Stadt * (5859) 7. Karstädt (572) 8. Kremmin (240) 9. Milow (423) 10. Möllenbeck (217) 11. Muchow (347) 12. Prislich (756) 13. Steesow (196) 14. Zierzow (422) | - 4. Amt Hagenow-Land (8935) [Sitz: Hagenow] 1. Alt Zachun (369) 2. Bandenitz (487) 3. Belsch (241) 4. Bobzin (288) 5. Bresegard bei Picher (322) 6. Gammelin (484) 7. Groß Krams (195) 8. Hoort (577) 9. Hülseburg (168) 10. Kirch Jesar (651) 11. Kuhstorf (786) 12. Moraas (480) 13. Pätow-Steegen (392) 14. Picher (688) 15. Pritzier (484) 16. Redefin (549) 17. Setzin (517) 18. Strohkirchen (312) 19. Toddin (490) 20. Warlitz (455) - 5. Amt Ludwigslust-Land (8729) [Sitz: Ludwigslust] 1. Alt Krenzlin (792) 2. Bresegard bei Eldena (230) 3. Göhlen (348) 4. Groß Laasch (1010) 5. Leussow (268) 6. Lübesse (755) 7. Lüblow (616) 8. Rastow (1941) 9. Sülstorf (895) 10. Uelitz (427) 11. Warlow (539) 12. Wöbbelin (908) | - 6. Amt Neustadt-Glewe (7525) 1. Blievenstorf (447) 2. Brenz (531) 3. Neustadt-Glewe, Stadt * (6547) - 7. Amt Stralendorf (11.421) 1. Dümmer (1377) 2. Holthusen (852) 3. Klein Rogahn (1287) 4. Pampow (2837) 5. Schossin (266) 6. Stralendorf * (1341) 7. Warsow (656) 8. Wittenförden (2658) 9. Zülow (147) - 8. Amt Wittenburg (8975) 1. Körchow (822) 2. Lehsen (346) 3. Wittenburg, Stadt * (4834) 4. Wittendörp (2973) - 9. Amt Zarrentin (9332) 1. Gallin (508) 2. Kogel (606) 3. Lüttow-Valluhn (815) 4. Vellahn (2748) 5. Zarrentin am Schaalsee, Stadt * (4655) |

## Gebietsänderungen
In den Jahren seit 1994 fanden im Gebiet des Landkreises Ludwigslust wie im gesamten Bundesland Mecklenburg-Vorpommern umfangreiche Gebietsänderungen statt.
Aus den ursprünglich 13 Ämtern wurden nach Abschluss der Gebietsreform am 1. Januar 2005 neun Ämter. Die Städte Wittenburg und Grabow verloren ihre Amtsfreiheit, die Stadt Lübtheen wurde amtsfrei. Die Anzahl der Gemeinden verringerte sich von 123 auf 89.

### Ämterauflösungen, Ämterfusionen
- Fusion der vormals amtsfreien Stadt Wittenburg mit dem Amt Wittenburg-Land zum neuen Amt Wittenburg (1. Januar 2004)
- Auflösung des Amtes Lübtheen – Bildung der amtsfreien Stadt Lübtheen (13. Juni 2004)
- Fusion der Ämter Malliß und Dömitz zum neuen Amt Dömitz-Malliß (außer Gemeinde Gorlosen – Wechsel ins Amt Grabow-Land, 13. Juni 2004)
- Auflösung des Amtes Vellahn – Eingliederung der Gemeinden Brahlstorf und Dersenow in das Amt Boizenburg-Land sowie der Gemeinde Vellahn in das Amt Zarrentin (1. August 2004)
- Auflösung des Amtes Rastow – Eingliederung der Gemeinden in das Amt Ludwigslust-Land (1. Januar 2005)
- Fusion der Stadt Grabow mit dem Amt Grabow-Land zum neuen Amt Grabow (1. Januar 2005)

### Eingemeindungen, Gemeindeneubildungen
- Auflösung der Gemeinde Parum – Eingemeindung nach Dümmer (außer Ortsteil Pogreß, 13. Juni 1999)
- Auflösung der Gemeinden Boddin, Dodow, Dreilützow, Drönnewitz, Karft, Luckwitz, Tessin b. Wittenburg, Waschow und des Parumer Ortsteils Pogreß – Neubildung der Gemeinde Wittendörp (13. Juni 1999)
- Auflösung der Gemeinden Heidhof, Polz und Rüterberg – Eingemeindung nach Dömitz (13. Juni 2004)
- Auflösung der Gemeinde Dadow – Eingemeindung nach Gorlosen (13. Juni 2004)
- Auflösung der Gemeinden Garlitz, Gößlow und Jessenitz – Eingemeindung nach Lübtheen (13. Juni 2004)
- Auflösung der Gemeinde Krinitz – Eingemeindung nach Milow (13. Juni 2004)
- Auflösung der Gemeinde Werle – Eingemeindung nach Prislich (13. Juni 2004)
- Auflösung der Gemeinden Banzin, Bennin, Camin, Kloddram, Melkof und Rodenwalde – Eingemeindung nach Vellahn (13. Juni 2004)
- Auflösung der Gemeinden Tewswoos und Woosmer – Eingemeindung nach Vielank (13. Juni 2004)
- Auflösung der Gemeinden Bantin, Lassahn und Neuhof – Eingemeindung nach Zarrentin am Schaalsee (13. Juni 2004)
- Auflösung der Gemeinden Grebs und Niendorf an der Rögnitz – Neubildung der Gemeinde Grebs-Niendorf (13. Juni 2004)
- Auflösung der Gemeinden Lüttow und Valluhn – Neubildung der Gemeinde Lüttow-Valluhn (13. Juni 2004)
- Auflösung der Gemeinden Glaisin und Kummer – Eingemeindung nach Ludwigslust (1. Januar 2005)
- Auflösung der Gemeinde Fahrbinde – Eingemeindung nach Rastow (1. Januar 2005)
- Auflösung der Gemeinden Klein Bengerstorf und Wiebendorf – Neubildung der Gemeinde Bengerstorf (1. Januar 2005)

### Namensänderungen
- von Gemeinde Bresegard (in der Nähe von Eldena) zu Gemeinde Bresegard bei Eldena (7. Dezember 1995)
- von Gemeinde Bresegard (in der Nähe von Picher) zu Gemeinde Bresegard bei Picher (7. Dezember 1995)
- von Rüterberg ("Dorfrepublik" 1961 - 1989) zu Rüterberg ("Dorfrepublik" 1967 - 1989) (1. Juli 2001)
- von Rüterberg ("Dorfrepublik" 1967 - 1989) zu Rüterberg (21. Oktober 2002)
- von Zarrentin zu Zarrentin am Schaalsee (13. Juni 2004)

## Kfz-Kennzeichen
Anfang 1991 erhielt der Landkreis das Unterscheidungszeichen LWL. Es wird bis heute im Landkreis Ludwigslust-Parchim ausgegeben.